# Dysdaemonia viridis
Dysdaemonia viridis är en fjärilsart som beskrevs av Volker John 1928. Dysdaemonia viridis ingår i släktet Dysdaemonia och familjen påfågelsspinnare. Inga underarter finns listade i Catalogue of Life.